# Hospital Escuela de Ciencias Veterinarias
El Hospital Escuela de Ciencias Veterinarias de la Universidad Nacional de La Plata es el primero en Latinoamérica. Se encuentra ubicado en la ciudad de La Plata, Argentina (Diagonal 113 y 62) y fue inaugurado el 25 de octubre de 2013.
El hospital cuenta con dos edificios. El primero que fue construido desde cero es destinado a animales de gran porte. En la parte interna, cuenta con sectores de cirugía, boxes, ambientes amplios y una zona de postoperatorio. También tiene áreas exteriores equipadas con calles de arena para diagnóstico, corrales de descarga, etc.
El otro sector de atención es para pequeños animales ya existente, fue reconstruido. El edificio incluye sala de espera y varios consultorios.

## Equipamiento
El hospital cuenta con equipamiento para resonancias magnéticas, endoscopias, ecografías, ecodopplers, radiodiagnósticos digitales. Tenen laboratorio clínico, laboratorio de diagnóstico en fisiopatología del ejercicio para investigación y diagnóstico clínico de caballos deportivos.

## La obra
La obra comenzó a realizarse en 2012. En total, la refundación del Hospital Escuela demandó una inversión cercana a los 8 millones de pesos, que fueron aportados por la Secretaría de Políticas Universitarias, del Ministerio de Educación de la Nación, más fondos provenientes de la UNLP y de la Facultad de Ciencias Veterinarias.